# Llibres de colors
Els Rainbow Books, els Llibres de Colors en català, són una col·lecció d'especificacions tècniques estàndard que defineixen els formats permesos de les diferents variants dels discos compactes, que s'identifiquen amb diferents colors.

## Llibre vermell (Red book)
El primer llibre de la sèrie, publicat l'any 1980, defineix el següent estàndard:
- CD-DA (Digital Audio) o CD-A: és el CD d'àudio estandarditzat com a IEC 60908, utilitzat pels discos compactes d'àudio digital. Aquest llibre defineix el suport, procés d'enregistrament i disseny del reproductor adequat per a suportar CD-Àudio. El format especificat en aquest llibre per a CD es basa en 2 canals de 16 bits PCMI que són codificats a una taxa de mostreig de 44,1 kHz.

Les extensions del llibre vermell, defineixen els estàndards següents:
- CD-Text: extensió del CD-A, publicació de l'any 1996 en la qual s'afegeixen els títols de les cançons.
- CD+G (plus Graphics): extensió amb gràfics i les lletres de les cançons per a utilitzar-ho a karaokes.
- CD+EG o CD+XG (plus Extended Graphics): una extensió de CD+G.

## Llibre verd (Green book)
El segon llibre, publicat l'any 1986, defineix l'estàndard CD-i (interactiu), denominat també "CD de multimèdia".

## Llibre groc (Yellow book)
Publicat l'any 1988, defineix els següents estàndards:
- CD-ROM (CD de dades de només lectura): estandarditzat com ECMA-130 i ISO/IEC 10149.
- CD-ROM XA (estès): combina el format del CD-i amb el de CD-ROM.

## Llibre taronja (Orange book)
Publicat l'any 1990, el color taronja del Llibre taronja és una referència a la mescla de colors del vermell i del groc. Això pel fet que aquest format inclou contingut d'àudio (llibre vermell) i dades (llibre groc), cadascun dels quals pot ser reproduït en els lectors del format corresponent.
Aquest llibre també va introduir l'estàndard d'enregistrament multisessió.
- CD-MO (Magneto-Òptic)
- CD-R (gravable): disc que pot ser gravat, però no modificat ni esborrat.
- CD-RW (re-gravable): disc que una vegada gravat, pot ser esborrat i re-gravat.

## Llibre beix (Beige book)
Publicat l'any 1992, defineix l'estàndard Photo CD (CD de fotos).

## Llibre blanc (White book)
Publicat l'any 1993, defineix els següents estàndards:
- CDi-Bridge: format pont entre els CD-ROM XA i els CD-i, que és el format base per als discos de vídeos.
- VCD (Video CD o "CD de Vídeo").
- SVCD (Super Video CD o "CD de Súper Vídeo").

## Llibre blau (Blue book)
Publicat l'any 1995, defineix l'estàndard E-CD (Enhanced CD, "CD Millorat" o "CD Extra").

## Llibre escarlata (Scarlet book)
Publicat l'any 1999, defineix l'estàndard SACD (Super Audio CD).

## Llibre porpra (Purple book)
La publicació del 2000 defineix l'estàndard DDCD (CD Doble Densitat).